# Sauce aux canneberges
La sauce aux canneberges ou sauce aux airelles est une sauce ou une relish à base de canneberges, généralement employée comme condiment lors du dîner de Thanksgiving en Amérique du Nord et du dîner de Noël au Royaume-Uni et au Canada. Il existe des différences de goût en fonction du pays où elle est préparée : en Europe, elle est souvent légèrement acide, tandis qu'en Amérique du Nord, elle est généralement plus sucrée.

## Histoire
La sauce aux canneberges fut proposée pour la première fois aux consommateurs nord-américains en 1912 à Hanson, dans le Massachusetts. La sauce aux canneberges en conserve, quant à elle, fit son apparition sur le marché en 1941, permettant ainsi à ce produit d'être vendu toute l'année. La sauce aux canneberges peut s'utiliser pour accommoder toute une variété de viandes, notamment dinde, porc et jambon.

## Préparation
Dans sa forme la plus simple, la sauce aux canneberges est faite de canneberges cuites dans de l'eau sucrée jusqu'à ce qu'elles éclatent et que le mélange épaississe. Certaines recettes contiennent des ingrédients supplémentaires, par exemple des amandes effilées, du jus d'orange et du zeste, du gingembre, du sirop d'érable, du porto ou de la cannelle.
La sauce aux canneberges du commerce peut se présenter sous plusieurs formes : fluide et non condensée, condensée ou gélifiée. Elle est parfois sucrée à l'aide de divers ingrédients. Sous forme de gelée, elle peut être retirée telle quelle d'une boîte de conserve et servie sur un plat, préalablement tranchée ou non.
La sauce aux canneberges accompagne souvent la dinde de Noël au Royaume-Uni et au Canada, ou bien se prépare à l'occasion de Thanksgiving aux États-Unis et au Canada ; elle est rarement consommée ou servie en d'autres occasions.

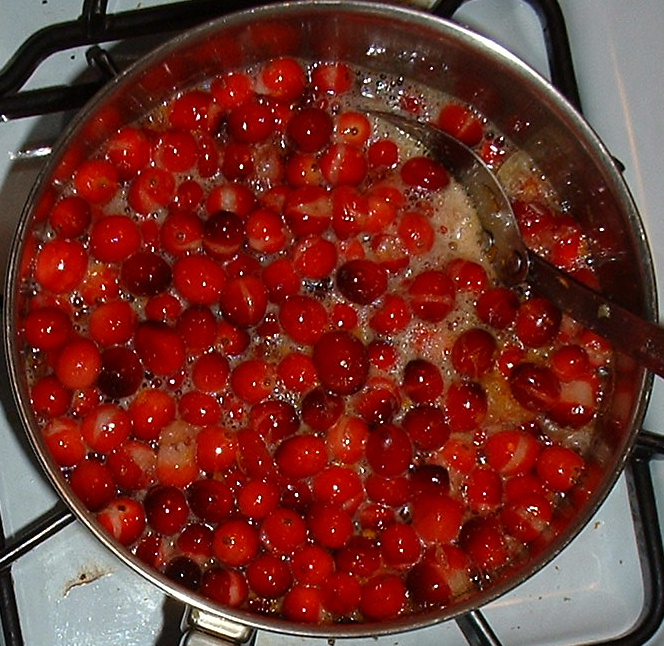
Canneberges en train d'éclater.
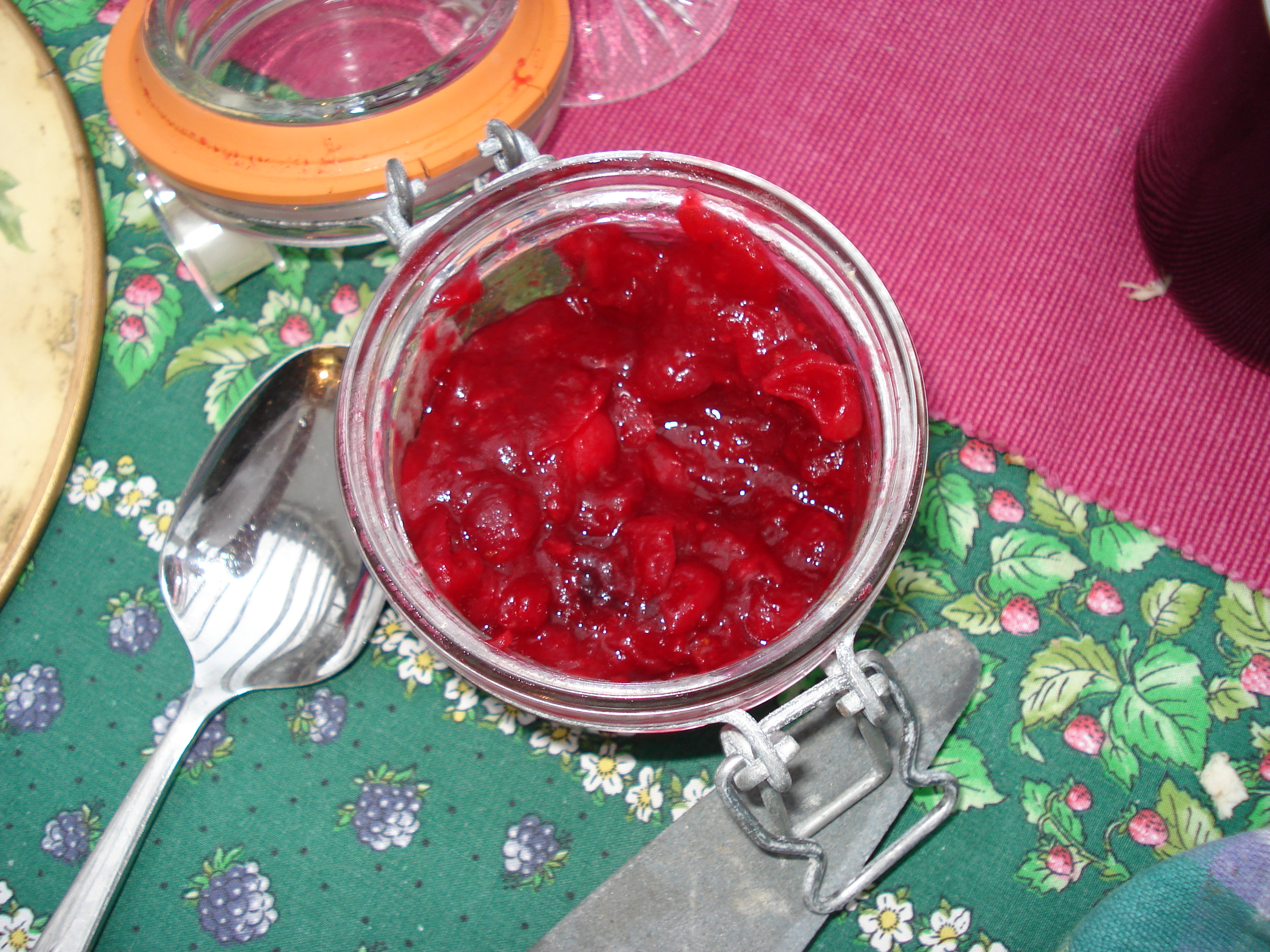
Un pot de sauce aux canneberges.
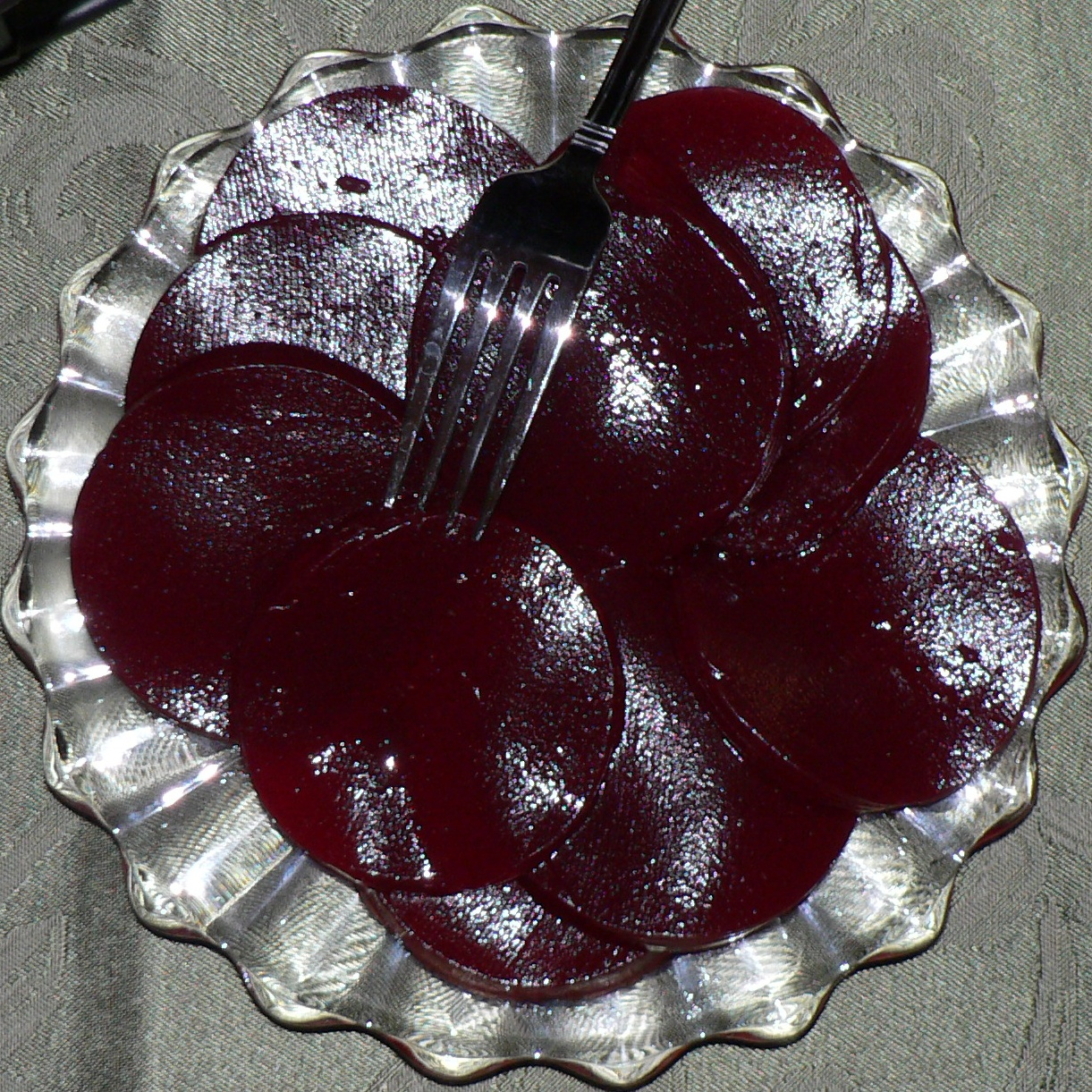
Gelée de canneberges en conserve, tranchée.

## Voir également